# Diduga excisa
Diduga excisa är en fjärilsart som beskrevs av George Francis Hampson 1918. Diduga excisa ingår i släktet Diduga och familjen björnspinnare. Inga underarter finns listade i Catalogue of Life.